# Corgatha crassilineata
Corgatha crassilineata là một loài bướm đêm trong họ Erebidae.